# 올 마이 칠드런

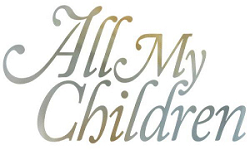

올 마이 칠드런(All My Children, AMC)은 미국 ABC에서 1970년 1월 5일부터 2011년 9월 23일까지 총 42시즌 10,712화를 방영한 연속극이다. 가상 도시 펜실베니아주 파인밸리를 무대로 한다. 1977년까지는 30분 분량 방송이었지만, 나중에 방송 시간을 60분으로 늘렸다.
TOLN(디 온라인 네트워크)에서 잠시 이어받아 2013년 4월 29일부터 9월 2일까지 훌루, 훌루 플러스, 아이튠즈를 통해 총 43화를 공개하였다.

## 출연
- 세라 미셸 겔러 (1993-95, 2011)
- 마이클 누리 (2010-11)
- 캐스린 뉴턴 (2002-04)
- 알렉산드라 다다리오 (2002-03)
- 조시 더멜 (1999-2003, 2011)
- 얼래나 데라가자 (2001)
- 킴 딜레이니 (1981-84)
- 미첼 라이언 (1986)
- 바버라 러시 (1992-94)
- 크리스토퍼 로퍼드 (1992-96)
- 수전 루치 (1970-2011)
- 멀리사 리오 (1984-85)
- 켈리 리파 (1990-2002, 2010)
- 실비아 마일스 (1982)
- 제시 매카트니 (1998-2001)
- 리 메리웨더 (1996-98, 2002-11)
- 앤 미라 (1992-99)
- 미샤 바턴 (1995)
- 엘리자베스 뱅크스 (1999)
- 캐럴 버넷 (1983, 1995, 2005, 2011)
- 크리스틴 버랜스키 (1984)
- 캐시 베이츠 (1984)
- 맷 보머 (2000)
- 채드윅 보즈먼 (2003)
- 조대나 브루스터 (1995)
- 어맨다 사이프레드 (2002-04)
- 테리사 살다나 (1997)
- 레이시 셔베어 (1992-93)
- 알렉산더 스코비 (1976-77)
- 제임스 패트릭 스튜어트 (1989-92)
- 애비게일 스펜서 (1999-2001)
- 크리스천 슬레이터 (1984, 1986)
- 엘리자베스 애슐리 (1996)
- 로지 오도널 (1996)
- 모린 오설리번 (1981)
- 핀 위트록 (2009-11)
- 마이클 B. 조던 (2003-06)
- 대니얼 대 킴 (1995)
- 엘리자베스 테일러 (1984)
- 미셸 트랙턴버그 (1993-96)
- 린지 프라이스 (1991-93)
- 테런스 하워드 (1992)
- 어밀리아 하인리 (2001-04)
- 세라 하일런드 (2000)
- 신시아 해리스 (1994)